# 聚贤路站
聚贤路站是浙江省宁波市规划中的一座地下轨道交通车站，属于宁波轨道交通6号线。车站计划于2027年启用。

## 车站形制
聚贤路站位于鄞州区聚贤街道江南路、聚贤路口。车站沿江南路东西向设置，为地下二层岛式车站，长198.6米，宽19.7米，总建筑面积为13276平方米。

## 出口
聚贤路站设置4个出入口。